# Joseph Wamps
Bernard Joseph Wamps (Lilla, 30 novembre 1689 – Lilla, 9 agosto 1744) è stato un pittore francese.

## Biografia

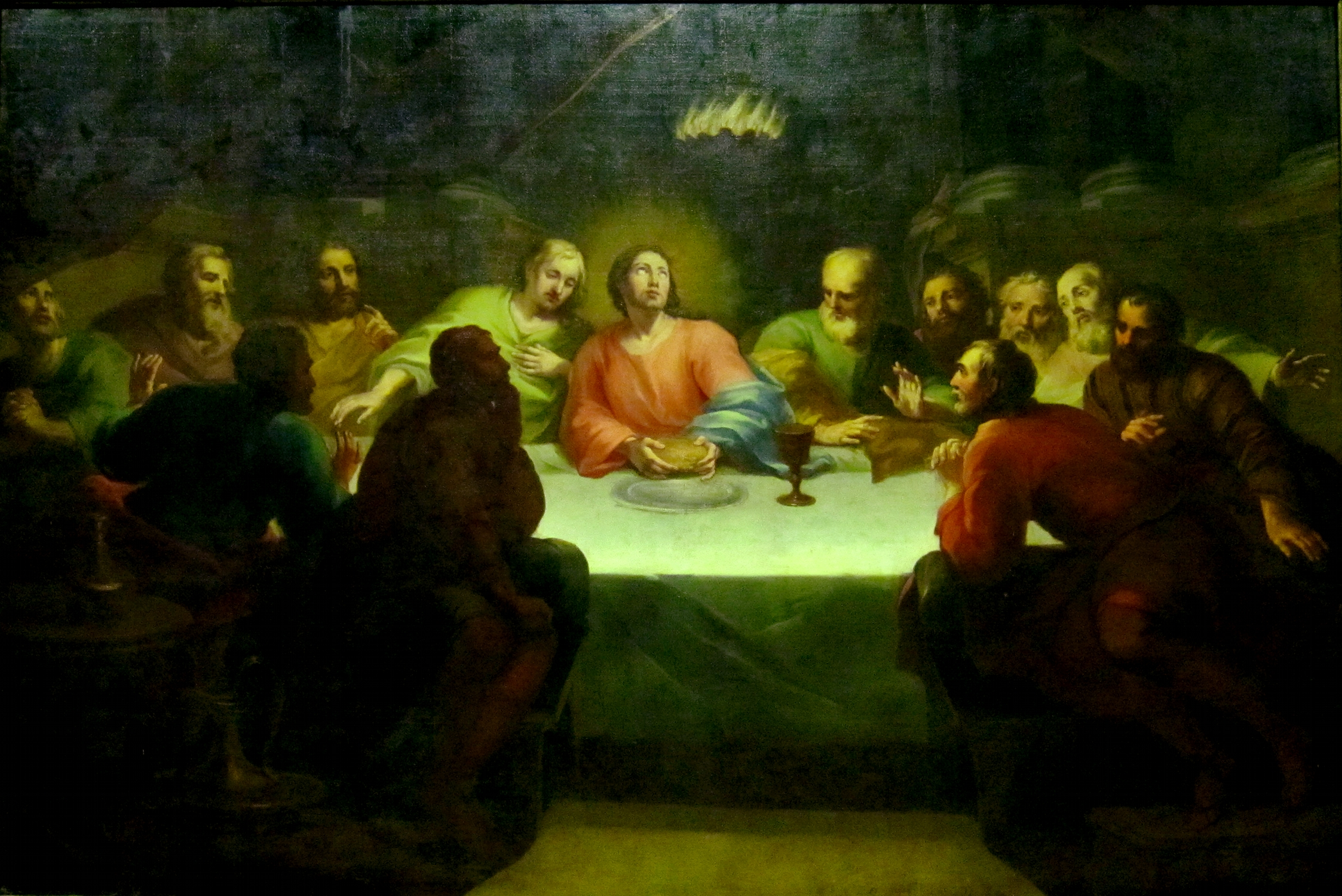
La Cena, Lilla, chiesa di san Maurizio

Bernard-Joseph Wamps nacque il 30 novembre 1689 a Lilla da padre iscritto al Registro della Borghesia cittadina.
Si è formato nella sua città natale grazie a Étienne Borne, pittore della fabbrica di faience Febvrier, e al fratello maggiore, che lavorava nella fabbrica. In seguito diventa allievo di Arnould de Vuez, pittore ufficiale della città. La sua formazione continua poi a Parigi presso gli atelier di Pierre-Jacques Cazes e Jean Restout.
Intorno al 1706 realizza un San Giovanni in preghiera nel deserto per una famiglia nobile (probabilmente i Lancry per via di alcune iscrizioni leggibili sulla tela).
Il 31 agosto 1715 riceve il primo premio all'Accademia reale di Pittura e Scultura di Parigi per un dipinto raffigurante Giuditta riceve le ricchezze trovate nella tenda di Oloferne e diventa convittore del re presso l'Accademia di Francia a Roma, dove trascorre diversi anni.
Tornato nella sua città natale nel 1720, portò a termine numerose commissioni per gli istituti religiosi di Lilla e dipinse soggetti decorativi per la residenza del governatore. Ricevette commissioni da conventi e chiese della regione (Douai, Cambrai, Arras, Tournai, Gand e Valenciennes).
Il benessere finanziario gli permette poi di acquistare la casa del suo maestro Arnould de Vuez in rue du Metz a Lilla.
Nel 1735 Guillaume Werniers, un ricco tessitore di Lilla, realizzò una serie di arazzi sulla vita di Cristo basati su cartoni di Wamps, che furono installati nel coro della chiesa del Salvatore. Diversi arazzi sono conservati nei musei di Lilla e uno, Le nozze di Cana, si trova nel coro della chiesa di san Pietro d'Antiochia a Villeneuve-d'Ascq.
Morì il 9 agosto 1744 nella sua casa in presenza di sua moglie e delle sue due figlie. Venne sepolto nell'antica chiesa di sant'Andrea di Lilla.

## Opere
Wamps dipinse molti quadri per l'abbazia d'Anchin, molti dei quali distrutti per un incendio durante la Seconda guerra mondiale. Il Museo della Certosa di Douai ne conserve qualche schizzo.
- L'Ultima Cena, realizzata sempre per Anchin, si trova nella collegiata di san Pietro a Douai

- Il sogno di San Giuseppe, museo dell'Hospice Comtesse di Lilla

- La Resurrezione di Cristo, museo dell'Hospice Comtesse di Lilla, dal convento dei Minimi di Gand. Questo dipinto è stato acquisito dal museo Hospice Comtesse il 2 ottobre 2009, durante una vendita all'Hôtel Drouot di Parigi[1].

- Il giudizio di Davide, Lilla, Palazzo di belle arti

- L'adorazione dei magi, Lilla, chiesa di santa Caterina

- L'adorazione dei pastori, Lilla, chiesa di santa Caterina

- La Cena, Lilla, chiesa di san Maurizio